# Solcogyn
Solcogyn – preparat leczniczy służący do zwalczania zmian szyjki macicy. Jest to przezroczysty i  bezbarwny roztwór wodny, którego składnikami są: kwas azotowy, kwas octowy, kwas szczawiowy, azotan cynku.

## Wskazania
Łagodne i powierzchowne zmiany szyjki macicy takie jak ektopia (erytroplazja, ektropion, nadżerka rzekoma), strefy przekształceń, polipy szyjki macicy, pooperacyjne ziarniaki.

## Dawkowanie i sposób podawania
Preparat na zmienioną powierzchnię powinien nanosić lekarz, dwukrotnie w odstępie 1–2 minut.
W przypadku rozległych, głębokich zmian ektopowych ze szczelinami w obrębie błony śluzowej wskazana jest w okresie kolejnych 4–6 dni powtórna aplikacja leku.

## Przeciwwskazania
Nadwrażliwość na substancje czynne lub na którąkolwiek substancję pomocniczą. Złośliwe zmiany szyjki macicy, dysplazje komórkowe, leukoplakia.
Leku nie należy stosować w okresie ciąży.

## Właściwości farmakodynamiczne
Po podaniu leku na nadżerkę rzekomą i obszary transformacji, ektopowy nabłonek walcowaty ulega martwicy in vivo natomiast, bardziej odporny nabłonek wielowarstwowy płaski części szyjkowej macicy oraz pochwy praktycznie nie ulega zmianie. Do martwicy dochodzi w ciągu kilku minut, początkowo tkanka martwicza pozostaje na swoim miejscu i stanowi warstwę ochronną, która po kilku dniach zostaje zastąpiona nowym nabłonkiem wielowarstwowym płaskim.

## Specjalne ostrzeżenia i środki ostrożności
Należy unikać kontaktu leku z zewnętrznymi narządami płciowymi oraz nabłonkiem pochwy, w razie wystąpienia bólu należy przerwać nanoszenie leku. Podanie zbyt dużej dawki może prowadzić do uszkodzenia błony śluzowej dróg rodnych i tkanek leżących pod nią.

## Interakcje
Dotychczas nie zaobserwowano interakcji z innymi lekami.

Przeczytaj ostrzeżenie dotyczące informacji medycznych i pokrewnych zamieszczonych w Wikipedii.